# Báthory Madonna
A Báthory Madonna, vagy másképp Báthory András Madonnája a magyarországi reneszánsz művészet egyik fontos emléke és egyik legépebben fennmaradt kőfaragványa.

## A dombormű
A Madonnát a gyermek Jézussal ábrázoló dombormű „Báthory” előnevét megrendelőjének családnevéről kapta. A Gutkeled nemzetségből származó Báthoryak a 14. században emelkedtek bárói rangra és Luxemburgi Zsigmond (1387-1437), majd Hunyadi Mátyás (1458-1490) uralkodása idejére a család ecsedi ágának már több tagja is országos méltóságot viselt.
A faragott dombormű kompozíciója, a mellvéden álló, kezében a világmindenséget jelképező glóbuszt tartó gyermek és mögötte a Madonna alakja kompozíciójában 15. század végi, a firenzei művészetből ismert előképeket követ, leginkább Andrea del Verrocchio (1435-1488) műhelyéből származókat. A relief faragása azonban idegen az itáliai előképektől, főként az arcok típusa, a csigákba rendezett hajfürtök, vagy a két fő alak merev frontális beállítása, a párhuzamos redőkbe rendezett ruharedők lapos faragása miatt. A mű nyersanyaga, a Buda környékén bányászott, törtfehér színű márga – a magyarországi reneszánsz művészetben kedvelt kőanyag – a reliefet olyan más művekkel köti össze, melyek az ország központjában készültek és később készen szállították őket rendeltetési helyükre az ország távolabbi részeibe.
A dombormű vésett felirata megnevezi megrendelőjét, Báthory András (†1534) egykori szabolcsi és szatmári főispánt, későbbi tárnokmestert és nándorfehérvári bánt, aki a magyarországi művészet történetében a nyírbátori stallumok egyik megrendelőjeként jól ismert. A pár soros szöveg ezen kívül – ha azt szó szerint értelmezzük –, utal a mű egykori elhelyezésére is: a belépőknek békét kívánó üdvözlés („pax ingredienti(bus)”) a dombormű valamely ajtó vagy kapunyílás fölötti elhelyezését feltételezi. Minthogy a mű meglehetősen jó állapotban maradt fent (egykori befalazására semmi nem utal, valószínűleg eredetileg is keretbe foglalták), ez a tér egy fedett, belső helyiség lehetett, melyről azonban nem tudható pontosan, hogy a család birtokközpontjában álló ecsedi várban vagy Nyírbátorban volt, ahol az általuk emelt templom és udvarház is állt. A domborműre vésett 1526-os évszám egyszersmind a magyar történelem szomorú eseményének, a mohácsi csatának az éve is volt, amelyben maga a megrendelő is részt vett, és meg is menekült. Nem elképzelhetetlen ezért, hogy a peremre „szorult” évszám a szöveg alatt nem magára a mű készítési évére, hanem egy, a megmenekülésért hálát adó felajánlás idejére utal.
A dombormű kis méretének és súlyának, ezekből fakadó könnyű mozgathatóságának köszönhette fennmaradását a magyar történelem viszontagságos évszázadainak ellenére, és nagyobb sérülésektől való megmenekülését.

## Felirata
A dombormű alatt a kőbe vésve latin nyelvű felirat áll: ORA . PRO . NOBIS . SANCTA . Dei . gENITRIX . VIRgO . MARIA . PAX . IN . gREdIENTI | B(us) . EgREgIV(m) . HOC . OPVS . FECIT . FIERI . ANdREAS . FILI(us) . ANdREE . dE . BATHOR | . 1 . 5 . 26 .

## Provenienciája
A dombormű sorsáról az 1526 utáni mintegy két és fél évszázadból nem ismert adat. Előbb Vácon, Migazzi Kristóf váci püspök tulajdonában bukkant fel (1777) egy olyan keretben, melyen a német eredetű Salich és Sickingen család címere volt látható. 1812-ben Kámánházy László Mihály későbbi váci püspök (1807-1817) adományozta a domborművet a Magyar Nemzeti Múzeumnak, innen került később a Magyar Nemzeti Galériába. A dombormű a Magyar Nemzeti Galéria Régi Magyar Gyűjteményének Reneszánsz kőtár kiállításán látható.

## Fontosabb szakirodalom
Mikó Árpád: Báthori András Madonnája. Művészettörténeti Értesítő 47/3–4. (1998) 167–175.
Papp Júlia: Báthori Miklós címerének, sírkövének és Báthori András Madonnájának említései a 18. század végén és a 19. század elején. Művészettörténeti Értesítő 48. (1999) 157–160.